# Alesaggio

Sezione di un motore.

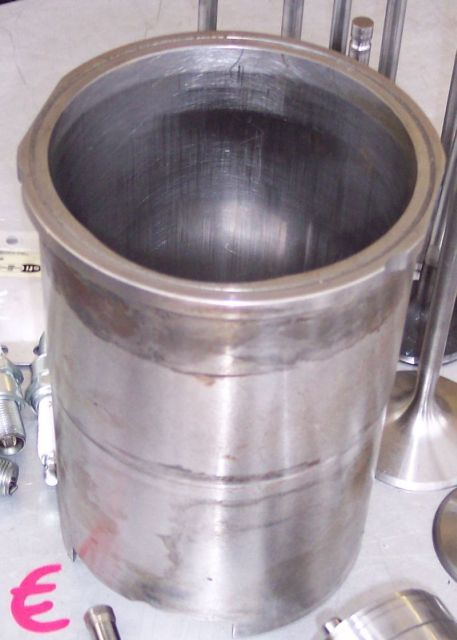
L'alesaggio è il diametro interno della canna del cilindro (in questo caso la canna è estraibile dal cilindro)

Alesaggio indica il diametro della sezione interna del cilindro. L'area di tale sezione, sviluppata per la corsa (ricavabile come differenza tra punto morto superiore e punto morto inferiore), determina la cilindrata unitaria in un motore, espressa in centimetri cubi.

## Misure/rapporti
In base al rapporto che vi è tra l'alesaggio e la corsa i vari tipi di motore prendono la denominazione di motore "quadro" nel caso di misure uguali, motore "superquadro" o a "corsa corta" se la corsa è inferiore all'alesaggio e motore "sottoquadro" o a "corsa lunga" nel caso opposto.